# ふるさと競演
『ふるさと競演』（ふるさときょうえん）は、1982年4月29日から1984年2月23日までNHK総合テレビで放送されていたバラエティ番組である。

## 概要
お国自慢をテーマにした公開番組で、毎回日本各地の公会堂や音楽ホールなどで公開放送（生放送または収録放送）を行っていた。基本的には公開放送先の都道府県内にある市町村の代表者同士がクイズ対決・ゲーム対決・のど自慢対決などを繰り広げていたが、1年目のみ公開放送先の都道府県の代表者とそれと隣りあう都道府県の代表者が対決していた。総合司会は当時NHKのアナウンサーだった千田正穂が（後述のパイロット版では金子辰雄）、キャプテン役はその地方ゆかりの歌手たちが、応援団長役はその地方のNHK（地方放送局）に勤務するアナウンサーたちが務めていた。
番組は、1981年9月23日（水曜・祝日） 20:00 - 21:25 （日本標準時）に一度パイロット版を放送した後、1982年4月29日にレギュラー放送を開始した。レギュラー化以後は月に1回ほどのペースで放送。木曜 19:30 - 20:49 に放送されることが多かったが、別の時間帯での放送になることもあった。

## 放送リスト
| 回 | 放送日         | サブタイトル                              | 公開放送の会場           | 備考                        |
| -- | -------------- | ----------------------------------------- | ------------------------ | --------------------------- |
| 0  | 1981年 9月23日 | 福岡vs山口 関門の対決                     | 福岡サンパレス           | 水曜 20:00 - 21:25 に生放送 |
| 1  | 1982年 4月29日 | 青森vs函館 熱戦！津軽海峡                 | 函館市民会館             | 木曜 19:20 - 20:49 に生放送 |
| 2  | 5月27日        | 100人対100人！愛知 vs 岐阜 熱戦濃尾平野   | 名古屋市民会館           |                             |
| 3  | 6月24日        | 熱戦！山陰道 砂丘の鳥取 vs 宍道湖の島根   | 米子市公会堂             |                             |
| 4  | 8月26日        | 熱戦！四国路 瀬戸内・愛媛 vs 南国・高知   | 松山市民会館             |                             |
| 5  | 9月23日        | 熱戦！みちのく秋の陣 宮城 vs 岩手         | 宮城県民会館             | 木曜 19:50 - 21:19 に生放送 |
| 6  | 10月7日        | ロマンの長崎 vs 火の国・熊本 熱戦！有明海 | 熊本市民会館             |                             |
| 7  | 10月28日       | 静岡 vs 神奈川 熱戦！箱根の山             | 小田原市民会館           |                             |
| 8  | 11月18日       | 長野 vs 新潟 熱戦！信濃川                 | 新潟県民会館             |                             |
| 9  | 12月27日       | 熱戦！冬の陣 大阪 vs 兵庫                 | 堺市民会館               | 月曜 19:30 - 20:49 に放送   |
| 10 | 1983年 1月27日 | 水戸 vs 銚子 熱戦！利根川                 | 茨城県立県民文化センター |                             |
| 11 | 2月24日        | 熱戦！安芸 vs 備後〜広島の巻              | 広島郵便貯金会館         |                             |
| 12 | 3月21日        | 浅草 vs 札幌 春ワッショイ！               | 北海道厚生年金会館       | 月曜 19:20 - 20:49 に生放送 |
| 13 | 4月28日        | 熱戦！福岡市 vs 北九州市〜福岡県の巻      | 福岡サンパレス           |                             |
| 14 | 6月30日        | 熱戦！南紀白浜 vs 那智勝浦〜和歌山県の巻  | 白浜会館                 |                             |
| 15 | 7月28日        | 高崎 vs 前橋 熱戦！上州路                 | 群馬県民会館             |                             |
| 16 | 8月18日        | 遠州・浜松 vs 駿河・静岡 熱戦！静岡県の巻 | 浜松市民会館             |                             |
| 17 | 9月29日        | 熱戦！奈良 vs 京都                        | 奈良県文化会館           |                             |
| 18 | 10月20日       | 指宿市 vs 鹿児島市 熱戦！鹿児島県の巻     | 鹿児島市民文化ホール     |                             |
| 19 | 11月24日       | 帯広 vs 旭川 熱戦！北の国                 | 帯広市民会館             |                             |
| 20 | 12月27日       | 鳴門 vs 淡路〜熱戦！鳴門海峡              | 鳴門市文化会館           | 火曜 19:30 - 20:49 に放送   |
| 21 | 1984年 1月26日 | 岐阜 vs 高山〜柳ヶ瀬ブルース対奥飛騨慕情  | 岐阜市民会館             |                             |
| 22 | 2月23日        | 熱戦！倉敷 vs 岡山                        | 倉敷市民会館             |                             |

## 復活特番
レギュラー放送の終了から19年後の2003年・2005年・2006年に、『あきたスペシャル』と題しての復活放送が行われた。その名の通り秋田県向けのローカル特別番組として放送され、内容も秋田県内にある市町村の代表者同士による対決だった。
1. 2003年（放送日不明） 本荘市vs湯沢市（本荘文化会館） - この回のみ、後日にNHK総合テレビで深夜に全国放送された[1]。
2. 2005年（放送日不明） 横手市vs美郷町（横手市民会館。横手市の新設合併記念事業として）[2]
3. 2006年11月10日 大仙市vs仙北市（大曲市民会館）[3]